# Andreea Bibiri
Andreea Bibiri (Bucarest, 3 maggio 1975) è un'attrice, regista e doppiatrice romena.
Ha recitato nei film Offset di Didi Danquart, presentato fuori concorso al Cinema. Festa internazionale di Roma 2006 e Of Snails and Men (Di uomini e lumache) di Tudor Giurgiu, in concorso al Napoli Film Festival nel 2012 e al Trieste Film Festival nel 2013.

## Biografia
Andreea Bibiri ha ereditato sin dall'infanzia una passione per il film trasmessa da suo padre nel periodo in cui lui, prima della Rivoluzione romena del 1989, ritornava dai suoi numerosi viaggi all'estero con novità riguardanti la musica e il cinema. All'inizio degli anni '90 sotto l'influenza dei film e della cultura americana Andreea parte per gli Stati Uniti d'America per continuare gli studi ma dopo un breve periodo ritorna in Romania con l'obiettivo di studiare recitazione. Un altro fattore determinante sulla scelta della professione è stato l'efficacia del teatro romeno di quegli anni. Nel 1996 consegue la laurea presso l'Università Nazionale d'Arte Teatrale e Cinematografica "Ion Luca Caragiale" di Bucarest e nello stesso anno fa il suo debutto al Teatro Bulandra con il ruolo L'allieva nell'opera teatrale La lezione di Eugène Ionesco e con la sua prima comparsa nel film „Stare de fapt (Stato delle cose)”.
Nel 1997 interpreta il ruolo di Adelma nella fiaba „Turandot” di Carlo Gozzi.
Mentre collabora anche con altri teatri, nel 1998 doppia il personaggio di Vitani nella versione romena de Il re leone II - Il regno di Simba, il primo di una lunga serie di film d'animazione.
Nel 2001 si esibisce al Teatro Bulandra nel ruolo di Sonia in „Unchiul Vanea (Zio Vanja)” di Anton Čechov, uno dei personaggi più apprezzati della sua carriera e per il quale viene nominalizzata al "Premio UNITER alla Miglior Attrice" in occasione dell'annuale Festival organizzato dall'Unione Teatrale in Romania. Gli attori della compagnia del Bulandra replicano lo spettacolo anche al Teatro Garibaldi di Palermo durante il "Festival dei Teatri d'Europa" e un anno dopo anche in Messico. Dopo 13 anni dalla prima messa in scena viene ripreso e trasmesso su TVR2.
Sonia e Agafia da "Le nozze" di Gogol' sono tuttora i suoi personaggi più longevi, superando le 150 repliche per oltre un decennio.
Al "Festival HOP del Giovane Attore" (Gala Tânărului Actor) svoltosi a Mangalia ad agosto 2001 è premiata con il Premio Timica per il ruolo Sandy nello spettacolo „Zi că-i bine (Dì che va bene)” scritto da Will Calhoun. Nel 2002 Andreea raggiunge la notorietà presso un pubblico più ampio grazie al ruolo di Eva Antal nella prima telenovela romena, „În familie (In famiglia)”.
Dal 2004 comincia a incidere per il Teatro radiofonico.
Riceve il "Premio UARF" consegnato dall'Unione degli Autori e Realizzatori di Film in Romania per il suo ruolo nel film „Damen Tango”. Nel 2005 è vincitrice del "Premio UNITER alla Miglior Attrice non Protagonista" per il personaggio Jenny in „The shape of things (La forma delle cose)”, versione romena dell'opera teatrale di Neil LaBute.
Sotto la regia di Liviu Ciulei al Teatro Bulandra affronta nel 2005 i drammi di Luigi Pirandello in lingua locale: prima con Sei personaggi in cerca d'autore e poi qualche mese dopo con Enrico IV.
L'anno successivo recita il suo primo ruolo di antagonista, Silvia Damian, nella telenovela „Daria, iubirea mea (Daria, amore mio)” trasmessa da Acasă.
Nel 2007 alla quindicesima edizione del Gala UNITER riceve il "Premio alla Miglior Attrice" per il ruolo Grace nello spettacolo „Purificare (Purificati)” della scrittrice britannica Sarah Kane.
Nel biennio 2010-2012 diventa Ruxandra, una moglie con problemi di coppia, nella serie televisiva „În derivă” divisa in due stagioni. Si tratta di un adattamento romeno di BeTipul.
Andreea recita nella commedia „Of Snails and Men (Di uomini e lumache)” prodotta nel 2012 ma ambientata 20 anni prima a Câmpulung e vincitrice di premi ai Valladolid International Film Festival, Festival internazionale del cinema di Varsavia e tanti altri.
Sempre nello stesso anno inaugura un laboratorio teatrale per i professionisti presso il Teatro Bulandra.
Nel 2013 si apre una nuova fase artistica per Andreea che senza mai tralasciare l'attività di attrice debutta come regista degli spettacoli „Shot sau Comedia relațiilor (Shot o la Commedia delle relazioni)” e „Moș Crăciun e o jigodie (Babbo Natale è uno stronzo)”. L'anno dopo si cimenta per la prima volta con l'Improvvisazione teatrale nell'ambito degli spettacoli di Comedy Show.
Nel 2015 dirige insieme alla coreografa Carmen Coțofană un corso di teatro destinato ai non attori.
Nel 2016 ritorna in TV su TVR 2 recitano il ruolo di Varia nell'ultimo lavoro teatrale di Anton Čechov, „Il giardino dei ciliegi”.
Dopo 21 anni di carriera al Teatro dell'Arte di Bucarest recita nel suo primo spettacolo one-woman show realizzato insieme al regista Daniel Grigore-Simion. Si tratta di una traduzione in romeno di „Una donna sola” di Dario Fo e Franca Rame.

## Filmografia

### Cinema
| Anno | Titolo originale in romeno        | Titolo adatto in italiano            | Personaggio              | Regia                           | Note              |
| ---- | --------------------------------- | ------------------------------------ | ------------------------ | ------------------------------- | ----------------- |
| 1996 | Stare de fapt                     | Stato delle cose                     | La segretaria            | Stere Gulea                     |                   |
| 1999 | Fii cu ochii pe fericire          | Tieni d'occhio la felicità           | Giornalista TV           | Alexandru Maftei                |                   |
| 2003 | Niki Ardelean, colonel în rezervă | Niki Ardelean, colonnello di riserva | Irina Ardelean           | Lucian Pintilie                 |                   |
| 2004 | Damen Tango                       | Damen Tango                          | Corina                   | Dinu Tănase                     |                   |
| 2005 | Neuitate personaje                | Personaggi indimenticabili           | Se stessa                | George Banu & Dominic Dembinski | Film documentario |
| 2006 | Iubire cu pumnul                  | Amore con il pugno                   | Lăcrămioara              | Ana Mărgineanu                  |                   |
| 2006 | Și totul era nimic...             | E il tutto era niente...             | Irina                    | Cristina Nichitus               |                   |
| 2006 | Răzbunarea                        | La vendetta                          | Miruna                   | Adrian Sitaru                   |                   |
| 2006 | Offset                            | Offset                               | Commessa al wedding shop | Didi Danquart                   |                   |
| 2009 | Fratelui meu din exil             | A mio fratello dall'esilio           | Se stessa                | Ana Boariu                      | Film documentario |
| 2012 | Despre oameni și melci            | Di uomini e lumache                  | Anna                     | Tudor Giurgiu                   |                   |
| 2014 | De ce au dispărut dinozaurii      | Perché sono spariti i dinosauri      | La mamma                 | Mihai Ghiță                     | Cortometraggio    |

### Televisione
| Anno | Titolo originale in romeno | Titolo adatto in italiano   | Personaggio      | Regia                          | Note        |
| ---- | -------------------------- | --------------------------- | ---------------- | ------------------------------ | ----------- |
| 2001 | Vertiges (Mauvais présage) | Vertigini (Nefasti presagi) | La ballerina     | Philippe Monpontet             |             |
| 2002 | În familie                 | In famiglia                 | Eva Antal        | Adrian Sitaru & Radu Jude      |             |
| 2006 | Daria, iubirea mea         | Daria, amore mio            | Silvia Damian    | Alex Fotea                     | Antagonista |
| 2009 | Doctori de mame            | Mamme e medici              | La mamma drogata | Peter Kerek & Craig Lines      | 1 puntata   |
| 2010 | În derivă                  | In deriva                   | Ruxandra         | Adrian Sitaru & Titus Munteanu |             |
| 2012 | În derivă II               | In deriva II                | Ruxandra         | Adrian Sitaru & Titus Munteanu |             |
| 2014 | Unchiul Vanea              | Zio Vanja                   | Sonia            | Yuri Kordonsky                 | Teatro      |
| 2015 | Lecții de viață            | Lezioni di vita             | Ileana Corbu     | Titus Scurt                    | 1 puntata   |
| 2016 | Livada de vișini           | Il giardino dei ciliegi     | Varia            | Alexandru Lustig               | Teatro      |

## Teatro

### Attrice
| Anno | Titolo originale in romeno                     | Titolo adatto in italiano                            | Personaggio             | Autore                              | Regia                  | Teatro                              |
| ---- | ---------------------------------------------- | ---------------------------------------------------- | ----------------------- | ----------------------------------- | ---------------------- | ----------------------------------- |
| 1995 | Lecția                                         | La lezione                                           | L'allieva               | Eugène Ionesco                      | Vlad Massaci           | Teatro Bulandra, Bucarest           |
| 1996 | Ultimele știri                                 | Le ultime notizie                                    | La vicina               | Adrian Dohotaru                     | Mara Pașici            | Teatro Bulandra, Bucarest           |
| 1997 | Turandot                                       | Turandot                                             | Adelma                  | Carlo Gozzi                         | Cătălina Buzoianu      | Teatro Bulandra, Bucarest           |
| 1997 | Trei femei înalte                              | Tre donne alte                                       | C                       | Edward Albee                        | Vlad Massaci           | Teatro di commedia, Bucarest        |
| 1997 | Năzdrăvanul Occidentului                       | Il furfantello dell'Ovest                            | Pegeen Mike             | John Millington Synge               | Nona Ciobanu           | Teatro Nazionale, Bucarest          |
| 1998 | Trandafirii roșii                              | Rose rosse                                           | Crina                   | Zaharia Bârsan                      | Vlad Massaci           | Teatro Bulandra, Bucarest           |
| 1998 | Libertinul                                     | Il libertino                                         | La giovane D'Holbach    | Éric-Emmanuel Schmitt               | Alexandru Tocilescu    | Teatro Bulandra, Bucarest           |
| 1999 | Regele Lear                                    | Re Lear                                              | Goneril                 | William Shakespeare                 | Dragoș Galgoțiu        | Teatro Bulandra, Bucarest           |
| 2001 | Există nervi                                   | I nervi esistono                                     | La donna in più         | Marin Sorescu                       | Șerban Puiu            | Teatro Bulandra, Bucarest           |
| 2001 | Unchiul Vanea                                  | Zio Vanja                                            | Sonia                   | Anton Chekhov                       | Yuri Kordonsky         | Teatro Bulandra, Bucarest           |
| 2001 | Zi că-i bine!                                  | Dì che va bene!                                      | Sandy                   | Wil Calhoun                         | Florin Piersic, Jr.    | Teatro Green Hours, Bucarest        |
| 2003 | Căsătoria                                      | Le nozze                                             | Agafia                  | Nikolai Gogol                       | Yuri Kordonsky         | Teatro Bulandra, Bucarest           |
| 2003 | Fata de pe canapea                             | La ragazza sul divano                                | Sara                    | Jon Fosse                           | Iulian Suman           | Teatro Act, Bucarest                |
| 2004 | Punami                                         | Punami                                               | Punami II               | Ștefan Peca                         | Alexandru Berceanu     | Teatro Bulandra, Bucarest           |
| 2004 | Preludiu prelungit                             | Preludio esteso                                      | Betty                   | Frederick Stroppel                  | Alexandru Berceanu     | Teatro Green Hours, Bucarest        |
| 2004 | Forma lucrurilor                               | La forma delle cose                                  | Jenny                   | Neil LaBute                         | Vlad Massaci           | Teatro Act, Bucarest                |
| 2005 | Henric al IV-lea                               | Enrico IV                                            | Frida                   | Luigi Pirandello                    | Liviu Ciulei           | Teatro Bulandra, Bucarest           |
| 2005 | Șase personaje în căutarea unui autor          | Sei personaggi in cerca d'autore                     | La figliastra           | Luigi Pirandello                    | Liviu Ciulei           | Teatro Bulandra, Bucarest           |
| 2005 | America știe tot                               | L'America sa tutto                                   | La ragazza              | Nicole Duțu                         | Radu Afrim             | Teatro Green Hours, Bucarest        |
| 2005 | România 21                                     | Romania 21                                           | Mio                     | Ștefan Peca                         | Ștefan Peca            | Teatro Green Hours, Bucarest        |
| 2006 | Purificare                                     | Purificati                                           | Grace                   | Sarah Kane                          | Andrei Șerban          | Teatro Nazionale, Cluj-Napoca       |
| 2006 | Pescărușul                                     | Il gabbiano                                          | Nina Zarecinaia         | Anton Chekhov                       | Andrei Șerban          | Teatro Nazionale Radu Stanca, Sibiu |
| 2008 | Lear                                           | Re Lear                                              | Edgar                   | William Shakespeare                 | Andrei Șerban          | Teatro Bulandra, Bucarest           |
| 2008 | Concreții                                      | I concreti                                           | Masha                   | Vladimir Sorokin                    | Alexandru Mihăescu     | Teatro Green Hours, Bucarest        |
| 2009 | Undo '90                                       | Undo '90                                             | Lisa                    | Frederick Stroppel & Andreea Bibiri | Radu Apostol           | Teatro Green Hours, Bucarest        |
| 2011 | Îngropați-mă pe după plintă                    | Seppellitemi dietro al battiscopa                    | La mamma                | Pavel Sanaev                        | Yuri Kordonsky         | Teatro Bulandra, Bucarest           |
| 2011 | Top girls                                      | Top Girls                                            | Marlene                 | Caryl Churchill                     | Alexandru Berceanu     | Teatro Bulandra, Bucarest           |
| 2011 | Noi 4                                          | Noi 4                                                | Victor                  | Lia Bugnar                          | Dorina Chiriac         | Teatro Green Hours, Bucarest        |
| 2012 | Moscova-Atena                                  | Mosca-Atene                                          | Olga                    | Evdokimos Tsolakidis                | Adriana Zaharia        | Teatro Green Hours, Bucarest        |
| 2012 | Io te-am făcut, io te omor                     | Io ti ho fatto, io ti ammazzo                        | Flori                   | Bianca Andreea Lupu                 | Sorin Poamă & Vera Ion | Teatro dell'Arte, Bucarest          |
| 2013 | Shot sau comedia relațiilor                    | Shot o la commedia delle relazioni                   | Lorna, Kate, Kay e Liza | Theresa Rebeck                      | Andreea Bibiri         | Teatro Green Hours, Bucarest        |
| 2013 | Moș Crăciun e o jigodie                        | Babbo Natale è uno stronzo                           | Josette                 | Le Splendid & Oana Tudor            | Andreea Bibiri         | Teatro Caffè Godot, Bucarest        |
| 2014 | Cremă de zahăr ars - Astăzi îi spunem dragoste | Crema di zucchero bruciato - Oggi lo chiamiamo amore | Ea (Lei)                | Iris Spiridon                       | Iris Spiridon          | Teatro Caffè Godot, Bucarest        |
| 2016 | O femeie singură                               | Una donna sola                                       | Maria                   | Dario Fo & Franca Rame              | Daniel Grigore-Simion  | Teatro dell'Arte, Bucarest          |

### Radiodramma
| Anno | Titolo originale in romeno                                     | Titolo adatto in italiano                                              | Personaggio    | Autore               | Regia            | Teatro                       |
| ---- | -------------------------------------------------------------- | ---------------------------------------------------------------------- | -------------- | -------------------- | ---------------- | ---------------------------- |
| 2004 | Alb-negru sau trista poveste a prințesei din cel mai mic regat | Bianco-nero o la triste storia della principessa del più piccolo regno | La principessa | Irina Soare          | Mihai Lungeanu   | Teatro Radiofonico, Bucarest |
| 2004 | Ferma de struți                                                | Allevamento di struzzi                                                 |                | Olga Delia Mateescu  | Dan Puican       | Teatro Radiofonico, Bucarest |
| 2004 | Tartuffe                                                       | Il Tartuffo                                                            | Marianna       | Molière              | Ion Vova         | Teatro Radiofonico, Bucarest |
| 2004 | Jurământul                                                     | Il giuramento                                                          |                | Dan Tărchilă         | Vasile Manta     | Teatro Radiofonico, Bucarest |
| 2005 | Pelicanul                                                      | Il pellicano                                                           | Gerda          | August Strindberg    | Dan Puican       | Teatro Radiofonico, Bucarest |
| 2005 | Pragul                                                         | La soglia                                                              | Lei            | Alexandru Uiuiu      | Gavril Pinte     | Teatro Radiofonico, Bucarest |
| 2006 | Căsătoria                                                      | Le nozze                                                               | Agafia         | Nikolai Gogol        | Dan Puican       | Teatro Radiofonico, Bucarest |
| 2007 | Proceduri de reglementare a diferențelor                       | Procedure che regolano le differenze                                   | Lina           | Dimitris Dimitriadis | Cezarina Udrescu | Teatro Radiofonico, Bucarest |
| 2008 | Platonov, un Hamlet de provincie                               | Platonov                                                               | Sasha          | Anton Chekhov        | Dan Puican       | Teatro Radiofonico, Bucarest |
| 2009 | Ambasadorul și ambasadoarea                                    | Ambasciatori e Ambasciatrici                                           |                | Vasile Manta         | Cezarina Udrescu | Teatro Radiofonico, Bucarest |
| 2013 | Iarna cărților noastre                                         | L'inverno dei nostri libri                                             | Ilinca         | Ana Boariu           | Ana Boariu       | Teatro Radiofonico, Bucarest |

### Regista
| Anno | Titolo originale in romeno  | Titolo adatto in italiano          | Personaggio             | Autore                   | Teatro                       |
| ---- | --------------------------- | ---------------------------------- | ----------------------- | ------------------------ | ---------------------------- |
| 2013 | Shot sau comedia relațiilor | Shot o la commedia delle relazioni | Lorna, Kate, Kay e Liza | Theresa Rebeck           | Teatro Green Hours, Bucarest |
| 2013 | Moș Crăciun e o jigodie     | Babbo Natale è uno stronzo         | Josette                 | Le Splendid & Oana Tudor | Teatro Caffè Godot, Bucarest |

## Doppiaggio
| Year | Titolo in romeno                         | Titolo adatto in italiano                 | Voce del personaggio |
| ---- | ---------------------------------------- | ----------------------------------------- | -------------------- |
| 1998 | Regele Leu 2: Regatul lui Simba          | Il re leone II - Il regno di Simba        | Vitani               |
| 1999 | Al treisprezecelea an                    | Il bambino venuto dal mare                |                      |
| 2002 | Regele Leu                               | Il re leone                               | Sarabi               |
| 2006 | Chip și Dale                             | Cip & Ciop                                | Cip                  |
| 2007 | Shrek al treilea                         | Shrek terzo                               | Principessa Fiona    |
| 2009 | Clubul lui Mickey Mouse                  | La casa di Topolino                       | Cip                  |
| 2009 | Citește și plângi                        | Scrittrice per caso                       |                      |
| 2010 | Shrek pentru totdeauna                   | Shrek e vissero felici e contenti         | Principessa Fiona    |
| 2010 | Să râdem cu Mickey!                      | Topolino che risate!                      | Cip                  |
| 2011 | The Muppets                              | I Muppet                                  | Mary                 |
| 2011 | Mămici pentru Marte                      | Milo su Marte                             | Ki                   |
| 2012 | Epoca de gheață 4: Continente în derivă  | L'era glaciale 4 - Continenti alla deriva | Shira                |
| 2013 | Ștrumpfii 2                              | I Puffi 2                                 | Puffetta             |
| 2015 | Clopoțica și legenda bestiei de nicăieri | Trilli e la creatura leggendaria          | Nyx                  |

## Premi e riconoscimenti
- 2001 - Premio Timica al Festival HOP del Giovane Attore (Gala HOP a Tânărului Actor) per il ruolo Sandy nello spettacolo „Zi că-i bine (Dì che va bene)”
- 2002 - Nominalizzazione al Premio UNITER alla Miglior Attrice per i ruoli Sonia in „Unchiul Vanea (Zio Vanja)” e Sandy in „Zi că-i bine (Dì che va bene)”
- 2004 - Premio UARF consegnato dall'Unione degli Autori e Realizzatori di Film in Romania per il suo ruolo nel film artistico „Damen Tango”
- 2005 - Premio UNITER alla Miglior Attrice Non Protagonista per il personaggio Jenny in „The shape of things (La forma delle cose)”
- 2007 - Premio UNITER alla Miglior Attrice per il ruolo Grace nello spettacolo „Purificare (Purificati)”